# Sint-Petersburg
Sint-Petersburg (Russisch: Санкт-Петербург, Sankt-Peterboerg) is een stad in het noordwesten van Rusland. Het is na Moskou de grootste stad van het land en een belangrijk industrieel, wetenschappelijk en cultureel centrum. De stad is gelegen in een deltagebied aan de monding van de rivier de Neva in de Nevabaai, het oostelijkste deel van de Finse Golf. Het inwonertal in 2018 is 5.351.935. Sint-Petersburg is de meest noordelijke stad ter wereld met meer dan 1 miljoen inwoners.
Sint-Petersburg is de zetel van de oblast Leningrad, hoewel het er zelf geen deel van uitmaakt, en was van 1713 tot 1728 en van 1732 tot 1918 de hoofdstad van het Keizerrijk Rusland. De stad heette van 1914 tot 1924 Petrograd en van 1924 tot 1991 Leningrad. Met zijn architectuur uit de 18e en 19e eeuw, zijn grachten, zijn lange rechte straten, tuinen, parken en paleizen is het een toeristische trekpleister.
De stad is een belangrijk verkeersknooppunt met een zeehaven, een internationale luchthaven en de Wolga-Baltische waterweg die een verbinding vormt met de Wolga. De stad heeft sinds 1955 een metro. Er is veel industrie, onder andere staal, chemie en machinebouw. De stad is de zetel van de Russische Academie van Wetenschappen en telt diverse onderzoeksinstituten, drie universiteiten en een conservatorium. Er zijn zo'n 120 musea, waaronder de Hermitage en het Russisch Museum, en meer dan 50 theaters, waaronder het Mariinskitheater. In de stad staat sinds 2017 het hoogste gebouw van Europa, de 462 meter hoge wolkenkrabber Lakhta Center.

## Geschiedenis
Sint-Petersburg werd op 27 mei 1703 gesticht door Peter de Grote om de oude door Ivan de Verschrikkelijke ontvolkte hanzestad Novgorod als 'venster op het Westen' te vervangen. Het werd in 1713 de hoofdstad van Rusland. De stad is niet vernoemd naar haar stichter, maar naar de apostel Petrus, de beschermheilige van de stad. Oorspronkelijk was de naam Sankt-Piter-Boerch (Санкт-Питер-Бурхъ), een imitatie van het Nederlandse "Sint-Pietersburg". Deze naam werd echter al snel veranderd in het Duitse Sankt-Peterburg, de naam die de stad gedurende haar periode als hoofdstad van het Russische Rijk droeg en na de val van het communisme opnieuw kreeg.
Bij de bouw werden vooral dwangarbeiders ingezet. Onduidelijk is hoeveel doden hierbij vielen, maar mogelijk kwamen tot 100.000 van hen om het leven bij de achttien jaar durende aanleg van de stad. De stad kreeg een westers aanzien met onder meer zo'n veertig grachten naar Nederlands model. De stad lag in een dunbevolkt gebied, Ingermanland, dat tevoren niet door Russen, maar door Ingriërs, een aan de Finnen verwant volk, werd bewoond. Er vestigden zich veel immigranten, zowel Russen als West-Europeanen. De stad overvleugelde al snel Archangelsk als voornaamste havenstad van Rusland. Tegen het eind van tsaar Peters regering (1725) telde de stad al ongeveer 50.000 inwoners. De stad zou tot 1918 het regeringscentrum van Rusland blijven.
Vanaf het midden van de 18de eeuw tot de Russische Revolutie onderhielden de zogenaamde Rusluie contacten tussen Vriezenveen (Overijssel) en Sint-Petersburg. In eerste instantie reisden de Nederlanders heen en weer, later vonden zij permanente huisvesting in Sint-Petersburg aan de Nevski Prospekt, waar een Hollandse wijk inclusief Nederlands hervormde kerk ontstond. Belangrijkste handelswaar was textiel, maar ook wijn en tabak werden verhandeld.
Tegen het eind van de 18de eeuw was de bevolking van de stad tot ongeveer 200.000 gegroeid, nog wel iets minder dan Moskou, dat toen bijna 300.000 inwoners telde. In de tijd van Catharina II van Rusland (1762–1796) begon er zich in de stad een levendig cultureel leven te ontwikkelen. Zo werd er onder meer een universiteit gesticht. De esthetiek van de monumentale gebouwen richtte zich zeker tot 1825 hoofdzakelijk op Europa. De grote architecten die het aanzicht van de stad bepaalden, waren vooral Italianen: Domenico Trezzini, Bartolomeo Rastrelli, Giacomo Quarenghi, Carlo Rossi...
In de jaren-1810 waren in Sint-Petersburg enkele ingenieurs van Napoleon werkzaam, onder wie Pierre-Dominique Bazaine. Hij bouwde in de stad bruggen, kustverdedigingswerken en een gietijzeren constructie voor een wintertuin. In 1824 werd hij tot hoofd van de genie benoemd.
In 1825 vond in Sint-Petersburg de Dekabristenopstand plaats, een verzet van een aantal adellijke officieren tegen de nieuwe tsaar. Zij wilden meer westerse ideeën invoeren die tegen het autocratische systeem ingingen. De leiders van de opstand werden opgehangen.
In maart 1881 werd tsaar Alexander II het slachtoffer van een bomaanslag door een lid van de revolutionaire beweging Narodnaja Volja (Volkswil). Op de plek waar hij dodelijk gewond raakte, liet zijn zoon tsaar Alexander III de Russisch-orthodoxe Kathedraal van de Opstanding "Onze Verlosser op het bloed" bouwen, die enigszins contrasteert met de algemene uitstraling van de op het Westen gerichte stad.
In 1905 was de stad opnieuw het toneel van een mislukte revolutie, toen op Bloedige Zondag de paleiswacht het vuur opende op een aantal demonstranten die een verzoekschrift voor meer democratie wilden aanbieden aan tsaar Nicolaas II. In 1914, toen de Eerste Wereldoorlog uitbrak, werd Sint-Petersburg omgedoopt in Petrograd, aangezien Sankt-Peterburg te Duits klonk, en Rusland in oorlog was met Duitsland. In de loop van de oorlog kwam er, vooral in de steden, een steeds groter gebrek aan voedsel en andere producten. In 1917 volgden de Februarirevolutie en de Oktoberrevolutie, die respectievelijk het einde van het Russisch keizerrijk en het begin van de Sovjettijd inluidden.
Na hun machtsovername wilden de bolsjewieken vrede sluiten met de centrale mogendheden (Duitsland, Oostenrijk-Hongarije, Bulgarije en het Ottomaanse Rijk). Na de afgekondigde wapenstilstand van 15 december 1917 tussen enerzijds de centralen en anderzijds bolsjewistisch Rusland vonden langdurige vredesonderhandelingen plaats. Leon Trotski, onderhandelaar namens de Russische regering, wilde niet toegeven aan de Duitse territoriale eisen. Na 9 februari 1918 werd de wapenstilstand verbroken: het Duitse leger hervatte de opmars. In één etmaal werd het overgrote deel van Oekraïne bezet. Ook stuurde Duitsland over de Oostzee een vloot af op Sint-Petersburg, gevolgd door landtroepen uit het zuiden van Finland. Rusland capituleerde en op 3 maart 1918 werd de vrede van Brest-Litovsk getekend. De bolsjewieken besloten naar aanleiding van deze gebeurtenissen om van Moskou de nieuwe hoofdstad te maken. In 1924 kreeg Petrograd de naam Leningrad, als eerbetoon aan de in dat jaar overleden Lenin.
In de Tweede Wereldoorlog moest de stad een 29 maanden durende belegering door de nazi's doorstaan, die veel ontberingen van de burgerbevolking eiste. Gedurende de wintermaanden was er zo nu en dan enige bevoorrading over het nabijgelegen, bevroren, Ladogameer mogelijk, maar anderszins was er verschrikkelijke honger in de stad, wat zelfs tot kannibalisme leidde. Het precieze aantal doden (vooral burgers) tijdens de belegering is niet bekend. Alleen op de Piskarovskoje-begraafplaats werden meer dan 600.000 doden begraven. Men schat dat er zeker meer dan een miljoen mensen zijn omgekomen. Voor de volgens Rusland heldhaftige verdediging kreeg Leningrad de eretitel Heldenstad van de Sovjet-Unie.
Op 6 september 1993 kreeg Leningrad, na een referendum, zijn oude naam van vóór 1914 terug: Sint-Petersburg. De omringende oblast bleef Leningrad heten.
De woningnood in Sint-Petersburg is enorm. Vierkamerflats worden doorgaans bewoond door vier echtparen. Deze woonvorm wordt "kommoenalka" genoemd, en is geïntroduceerd na de revolutie van 1917. Patriciërshuizen werden toen onteigend en vertimmerd tot huisvesting voor de arbeiders. Elk gezin een kamertje en per twintig gezinnen een toilet. Na de val van het communisme werd voorzichtig begonnen met het afschaffen van de kommoenalka's: ze werden gerenoveerd tot huizen voor de nieuwe patriciërs en de oude bewoners werden uitgeplaatst naar nieuwere flatgebouwen in verre buitenwijken.

## Klimaat
| Maand                                                                          | jan   | feb   | mrt   | apr   | mei  | jun  | jul  | aug  | sep  | okt  | nov   | dec   | Jaar  |
| ------------------------------------------------------------------------------ | ----- | ----- | ----- | ----- | ---- | ---- | ---- | ---- | ---- | ---- | ----- | ----- | ----- |
| Hoogste maximum (°C)                                                           | 8,7   | 10,2  | 15,3  | 25,3  | 33,0 | 34,6 | 35,3 | 37,1 | 30,4 | 20,2 | 11,4  | 10,9  | 37,1  |
| Gemiddeld maximum (°C)                                                         | −3    | −3    | 2     | 9     | 16   | 20   | 23   | 21   | 15   | 9    | 2     | −2    | 9,1   |
| Gemiddelde temperatuur (°C)                                                    | −5,7  | −5,5  | −1,0  | 5,4   | 11,6 | 16,1 | 19,1 | 17,3 | 12,1 | 6,3  | 0,4   | −3,2  | 6,1   |
| Gemiddeld minimum (°C)                                                         | −8    | −9    | −4    | 2     | 7    | 12   | 15   | 13   | 9    | 4    | −2    | −6    | 2,8   |
| Laagste minimum (°C)                                                           | −34,7 | −27,7 | −21,7 | −12,5 | −2,6 | 0,7  | 5,8  | 3,8  | −1,6 | −9,7 | −20,1 | −26,5 | −34,7 |
|                                                                                |       |       |       |       |      |      |      |      |      |      |       |       |       |
| Neerslag (mm)                                                                  | 44    | 33    | 37    | 31    | 46   | 71   | 79   | 83   | 64   | 68   | 55    | 51    | 662   |
| Bron: WeerOpReis.com, meteolabs.ru (Hoogste max, Gemiddelde temp, Laagste min) |       |       |       |       |      |      |      |      |      |      |       |       |       |

## Transport en vervoer
Sint-Petersburg heeft een haven aan de westkant van de stad. Lange tijd was de stad moeilijk bereikbaar voor de scheepvaart vanwege de ondiepe Nevabaai. De diepstekende zeeschepen deden Kronstadt aan en werden hier gelost of geladen. De lading werd overgeslagen in lichters en verder van of naar stad getransporteerd. Dit was een tijdrovende en kostbare aangelegenheid. In 1874 kwam de Russische industrieel Nikolaj Poetilov met het plan een kanaal aan te leggen van Kronstadt naar een nieuwe handelshaven in Sint-Petersburg. Het kanaal werd zo’n 20 voet diep en 30 kilometer lang. De kosten waren te hoog voor Poetilov en zijn bedrijf ging hieraan failliet. De overheid nam het werk over en in 1890 werd het project afgerond. De overslag in Kronstadt was niet langer noodzakelijk en dit werd een marinehaven. In 2021 verwerkte de haven van Sint-Petersburg 8,2 miljoen ton lading, waarvan staal, non-ferrometalen en schroot belangrijke goederen waren. Het aantal overgeslagen containers was met 32.400 TEU zeer bescheiden. Meer dan 90% was export gerelateerd waardoor de import op minder dan 10% van het totale overslagvolume uitkwam.  
Poelkovo is de belangrijkste luchthaven van Sint-Petersburg. Internationale vluchten komen aan op terminal 2. Een derde terminal is in aanbouw. Er zijn meerdere buslijnen en marsjroetka's die voor de verbinding met het centrum dan wel met het meest nabij gelegen metrostation Moskovskaja zorgen.
Sint-Petersburg heeft nog 5 kopstations voor de spoorwegen. Het Baltiejski vokzal verzorgde vroeger de verbinding met Tallinn, maar dient nu uitsluitend voor de verbinding met de voorsteden. Dagelijks arriveren en vertrekken er hier nog steeds meerdere bussen naar Tallinn en Kohtla Jarva in Estland. Vanaf het Finljandski vokzal vertrekken de treinen naar het noorden, zoals naar Vyborg en Helsinki. Het Ladozjski vokzal bedient treinen naar het noorden en oosten, terwijl het Moskovski vokzal treinen naar het oosten en zuiden bedient. Treinen naar Moskou vertrekken van deze laatste twee stations. Ten slotte is er het Vitebski vokzal voor verbindingen met het zuiden. Daarnaast is er nog een kopstation, het station Varsjavski dat in 2001 werd gesloten, en in gebruik is genomen als spoorwegmuseum.
De metro van Sint-Petersburg heeft 5 lijnen, die continu worden uitgebreid en alle treinstations met elkaar verbinden. De stations zijn erg diep gelegen. Het trolleybus- en tramlijnennet is zeer groot maar vooral de tram is slecht onderhouden en er zijn de laatste 20 jaar tientallen kilometers opgeheven. Marsjroetka's – particuliere buslijnen – romen het gemeentelijk vervoerbedrijf af.

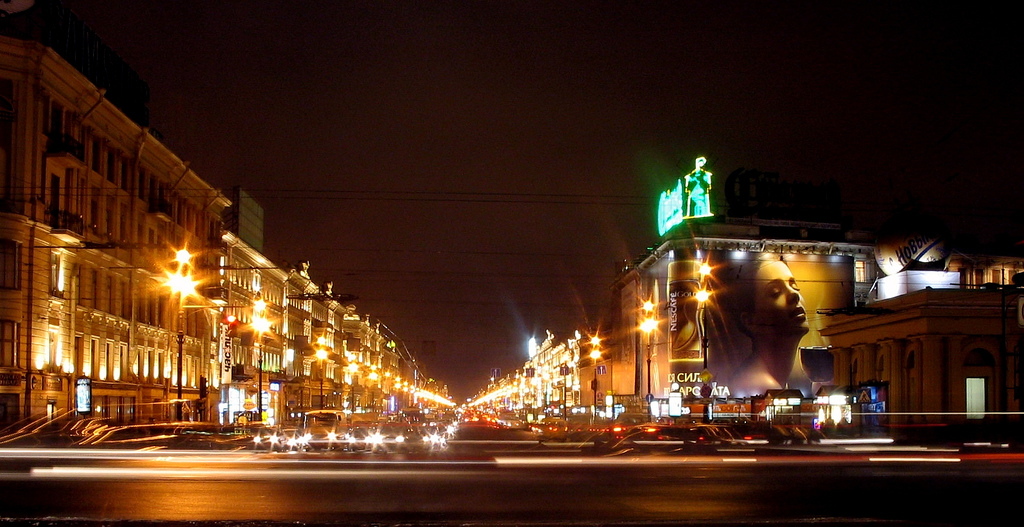
Nevski Prospekt

De belangrijkste verkeersader in het centrum is de Nevski Prospekt, die begint bij de Admiraliteit en 4 kilometer verder eindigt bij het Alexander Nevski-klooster. Deze weg wordt door verschillende riviertjes in de Neva-delta doorsneden, namelijk (van de Admiraliteit af gezien) de Mojka, het Gribojedovkanaal en de Fontanka. Het sociale leven in Sint-Petersburg speelt zich al vanaf de tijd van Poesjkin en Gogol rondom de Nevski Prospekt af, waarvan het korte verhaal Nevski Prospekt van Gogol getuigt.
In 2008 is de ruim 115 kilometer lange rondweg KAD in gebruik genomen. Ten westen van de stad ligt de rondweg op de Sint-Petersburgdam. Deze dam is aangelegd om de stad te beschermen tegen overstromingen en het water van de Nevabaai niet te hoog te laten worden. Sinds de stichting van de stad in 1703 is er gemiddeld eenmaal per jaar een overstroming geregistreerd. De ZSD is een 47 kilometer lange noordzuidverbinding door het westen van de stad.

## Kunst en cultuur

### Musea

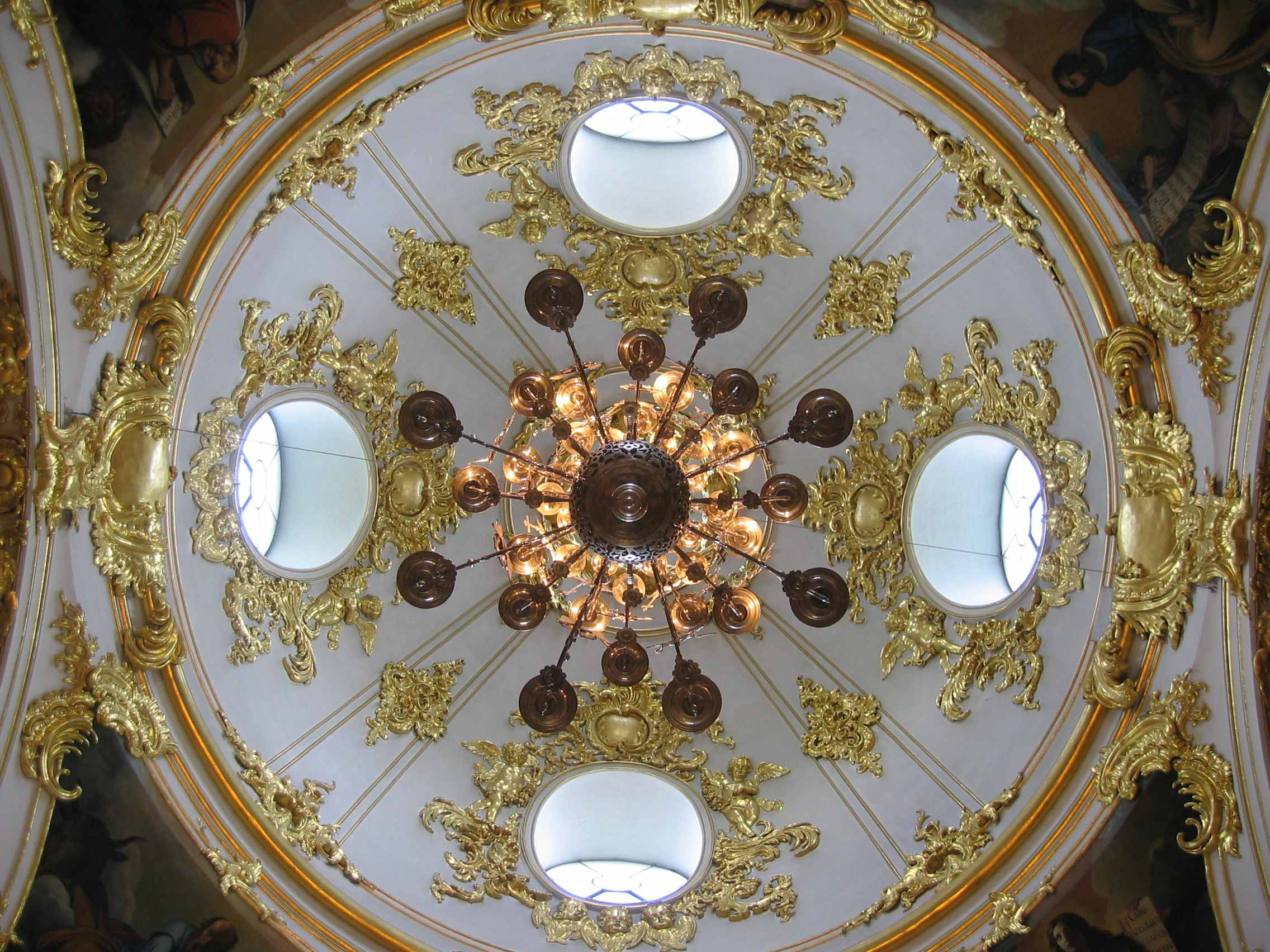
Koepel in de Hermitage

Sint-Petersburg heeft een groot aantal musea, waarvan de Hermitage verreweg het bekendst is. De hoofdvestiging van de Hermitage is gevestigd in het voormalige Winterpaleis, de belangrijkste residentie van de Russische tsaren. De collectie van de Hermitage bestaat vooral uit West-Europese kunst en er is begonnen met de verzameling van Catharina de Grote, waaraan na de Oktoberrevolutie de bolsjewieken de van de gevluchte edelen in beslag genomen kunstwerken toegevoegd hebben. De Hermitage heeft een aantal dependances in Sint-Petersburg, waaronder het Mensjikovpaleis.
Het Russisch Museum huisvest een verzameling van vooral Russische kunstenaars, beginnend met iconen. Dit museum heeft de op een na grootste collectie schilderijen van de stroming van De Trekkers (Peredvizjniki). Verder bevat de collectie een relatief groot aantal werken van Russische avant-garde kunstenaars als Natalja Gontsjarova en Kazimir Malevitsj. De hoofdvestiging van het Russisch Museum is gevestigd in het Michailovskipaleis, gelegen naast de Kathedraal van de Opstanding "Onze Verlosser op het bloed". Daarnaast heeft het museum een aantal dependances in Sint-Petersburg, waaronder het Marmeren Paleis (met het Ludwig-museum).

### Theaters
Het bekendste theater van Sint-Petersburg is het Mariinskitheater, dat in de tijd van de Sovjet-Unie als Kirovtheater bekendstond. Het is de thuisbasis van het Mariinskiballet en verschillende beroemde dansers (onder wie Vaslav Nijinski, Rudolf Noerejev en Mikhail Baryshnikov) werden opgeleid aan de aan het theater gelieerde Vaganova Ballet Academie.
Tijdens het Russische keizerrijk was het bij de Russische adel mode om ook een privétheater te hebben in hun paleizen. Bekende voorbeelden daarvan zijn het Hermitagetheater en het theater in het Joesoepovpaleis, die nog steeds gebruikt worden als theaters.

### Religie en kerken
De belangrijkste religie in Sint-Petersburg is de Russische orthodoxie. Onder het communistisch bewind zijn veel kerken gesloten, maar na de val van het communisme werd een aantal kerkgebouwen aan de Kerk teruggegeven. Het belangrijkste religieuze complex in Sint-Petersburg is het Alexander Nevski-klooster met de Tichvin-begraafplaats. Het klooster, ín 1710 gesticht door Peter de Grote, is een van de vier lavra's van de Russisch-orthodoxe Kerk. Op de Tichvin-begraafplaats zijn een aantal belangrijke musici en schrijvers begraven, onder wie Tsjaikovski en Dostojevski.
Prominent in het stadsgezicht van Sint-Petersburg is de torenspits van de Petrus- en Pauluskathedraal, die nu de graven van alle tsaren van Rusland vanaf Peter de Grote tot Nicolaas II huisvest. Deze kathedraal, gelegen binnen de muren van de Petrus- en Paulusvesting op het Hazeneiland in de rivier de Neva, is een museum sinds 1924, maar na de omwenteling worden er weer diensten gehouden.

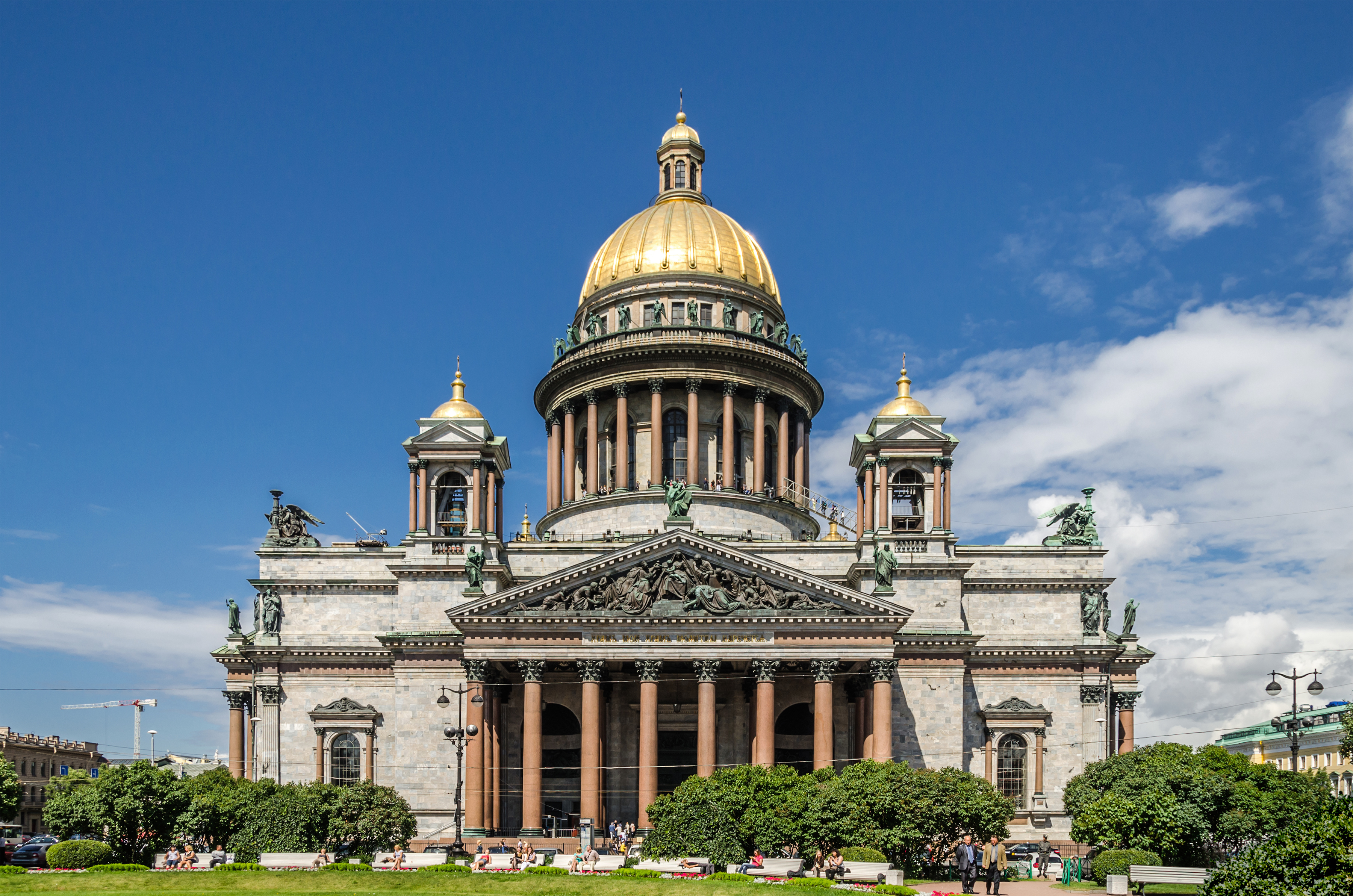
Izaäkkathedraal

Een andere kerk die prominent aanwezig is, is de Izaäkkathedraal, die nu fungeert als museum voor mozaïek. De kerk is de grootste van Sint-Petersburg. De Kazankathedraal, gelegen op een prominente plek langs de Nevski Prospekt, is ontworpen om op de Sint-Pietersbasiliek in het Vaticaan te lijken, en werd tijdens het communistisch bewind gebruikt als een Museum van de Geschiedenis van Religie en Atheïsme. Inmiddels is de kerk weer in gebruik als kerk. Vanaf de kathedraal is aan het einde van het Gribojedovkanaal de Kathedraal van de Opstanding "Onze Verlosser op het bloed" te zien. Deze kathedraal, gebouwd op de plek waar tsaar Alexander II dodelijk gewond raakte bij een aanslag, heeft nooit als een officiële kerk gefunctioneerd. De enige diensten die daar worden gehouden zijn herdenkingsdiensten voor de overleden tsaar. Vanwege de enorme oppervlakte aan mozaïeken, is deze kerk organisatorisch ondergebracht bij de Izaakskathedraal.
De St. Nicolaaskathedraal is traditioneel de kerk voor de zeelieden in Sint-Petersburg. Deze kerk, waar in 1967 de uitvaartmis van de dichteres Anna Achmatova werd gehouden, heeft zowel een bovenkerk als een onderkerk. De bovenkerk wordt alleen gebruikt op bijzondere feestdagen.
Ander kerkgebouwen zijn de Panteleimonkerk, Kerk van de Heilige Apostel Matthias en de Moeder Gods, de Verlosserkerk en de Andreaskathedraal.

### Witte Nachten
Door de noordelijke ligging van Sint-Petersburg is de nacht rondom het begin van de zomer (21 juni) erg kort. In deze periode, die de Witte Nachten genoemd wordt, zijn de bruggen de hele tijd open van 1 tot 5 uur 's nachts. Sinds 1993 wordt jaarlijks het Witte Nachten Festival gehouden met elke avond voorstellingen in het Mariinskitheater.
In deze periode wordt ook het "Scharlaken zeilen" (Алые паруса) feest gevierd om het einde van het schooljaar te vieren.

## Voorsteden

### Lomonosov
Lomonosov ligt aan de zuidkust van de Finse golf, tegenover het eiland Kronstadt. Tot 1948 droeg de voorstad van Sint-Petersburg de naam Oranienbaum, dat in het Duitse "sinaasappelboom" betekent. In dat jaar werd de stad vernoemd naar de Russische geleerde Michail Lomonosov. Lomonosov is vooral bekend vanwege het paleizencomplex Oranienbaum, een vroegere residentie van de tsarenfamilie. Daarnaast is hier de componist Igor Stravinsky geboren.

### Peterhof

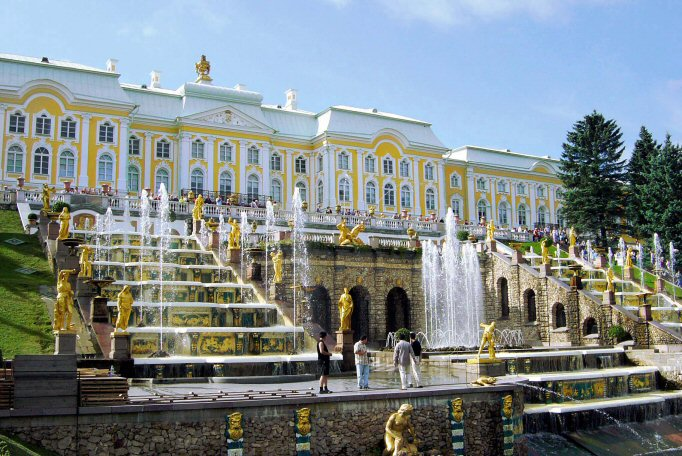
Het grote paleis van Peterhof met de Grote Cascade

In Peterhof is het beroemde paleizencomplex gelegen, dat ook wel wordt vergeleken met Versailles. Het complex, dat gebouwd werd in opdracht van Peter de Grote, bestaat uit het grote paleis, een boven- en benedentuin, en een aantal kleinere paleizen. De tuinen zijn rijkelijk versierd met fonteinen, die uitsluitend op waterdruk als gevolg van hoogteverschil werken.

### Poesjkin

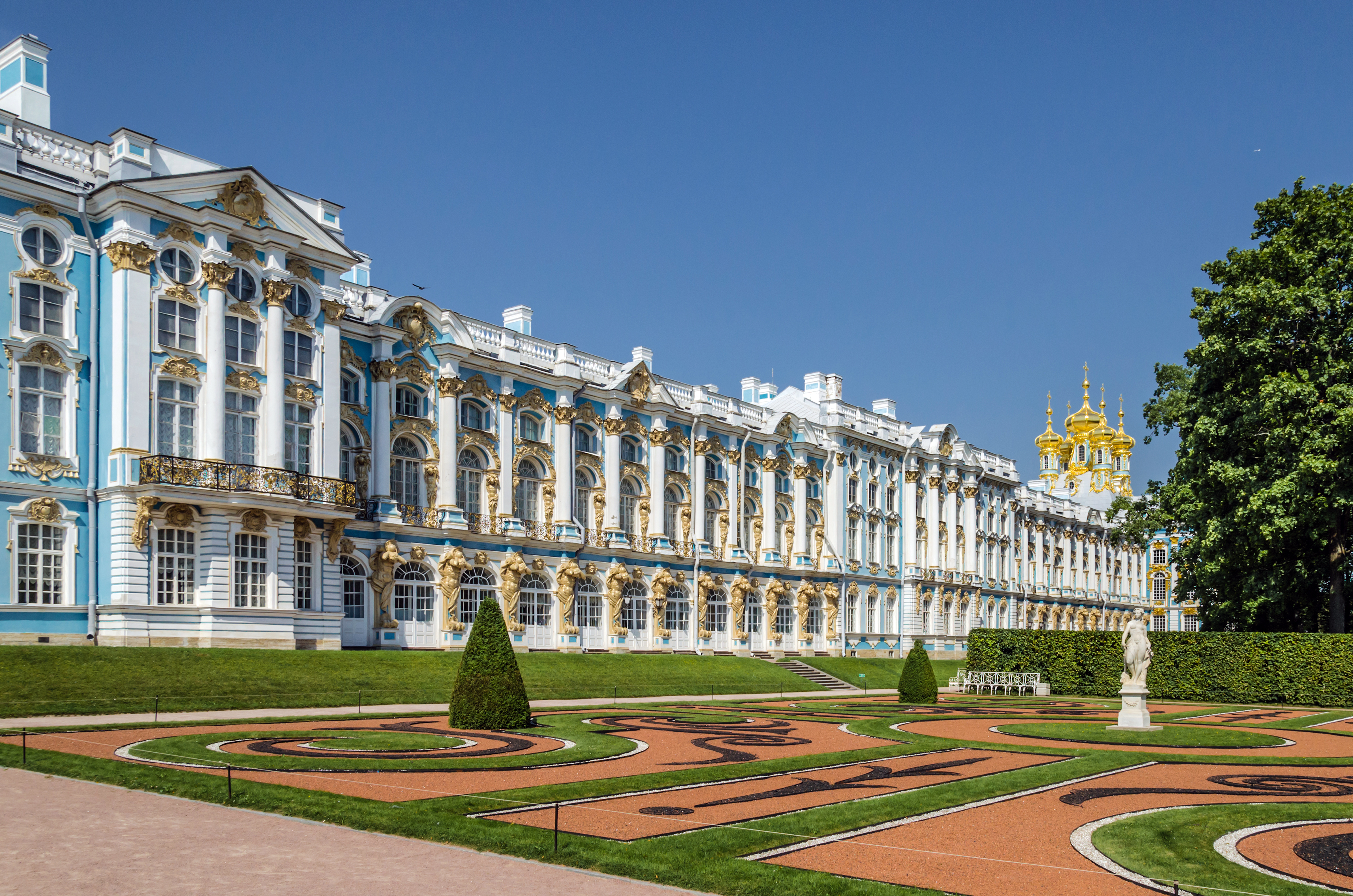
Het Catharinapaleis in Poesjkin

Het plaatsje Poesjkin, voorheen Tsarskoje Selo, is na de Russische Revolutie vernoemd naar de grote Russische schrijver Aleksandr Poesjkin, omdat deze hier op het lyceum naar school is geweest. Daar heeft hij ook zijn eerste gedichten in het publiek voorgedragen aan de destijds beroemdste dichter van Rusland, Gavrila Derzjavin. Het dorpje Tsarskoje Selo werd in de 18e eeuw vooral bekend doordat de tsaren hier hun zomerresidentie hadden. Het Catharinapaleis en het Alexanderpaleis zijn de grootste publiekstrekkers.

### Repino
Het dorpje Repino was in het begin van de twintigste eeuw een onderdeel van Finland, dat tot 1918 door Rusland werd geregeerd, en heette toen Kuokkala. Toen de Karelische Landengte na de Winteroorlog en de Vervolgoorlog door de Sovjet-Unie werd ingelijfd, werd het in 1948 vernoemd naar zijn meest beroemde inwoner, de kunstschilder Ilja Repin, die hier zijn eigen huis en atelier had ontworpen en laten bouwen.

## Meer bezienswaardigheden
Musea
- Dostojevskimuseum
- Joesoepovpaleis
- Petrus- en Paulusvesting
- Soevorovmuseum

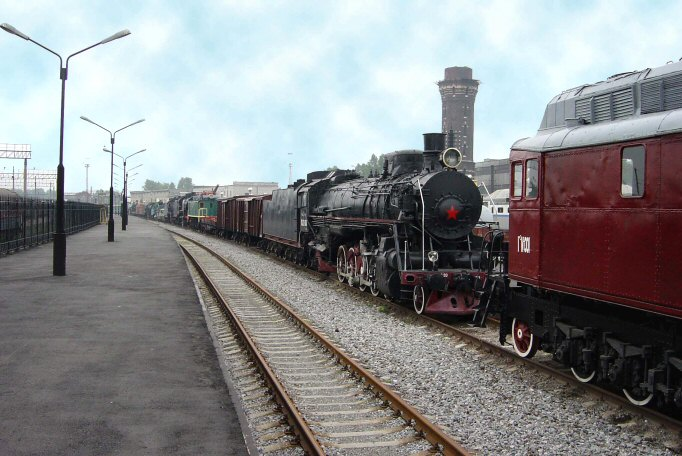
Spoorwegmuseum

- Spoorwegmuseum (voormalig Warschaustation)

Theaters
- Alexandrinskitheater
- Moessorgskitheater

Kloosters, kerken
- Drievuldigheidskathedraal
- Kerk van de Verlosser op het Bloed
- Petrus en Pauluskathedraal
- Kazankathedraal
- Smolnyklooster met Verrijzeniskathedraal
- Izaäkkathedraal
- Kathedraal van de Heilige Nicolaas
- Transfiguratiekathedraal
- Vladimirkathedraal
- Vladimirskaja-kathedraal
- Kathedraal van de Heilige Sampson
- Tsjesme-kerk

Gedenkplaatsen, begraafplaatsen, parken
- Monument voor de blokkade
- Piskarovskoje begraafplaats
- Taurische tuin
- Zomertuin

Overige bezienswaardigheden
- Admiraliteit

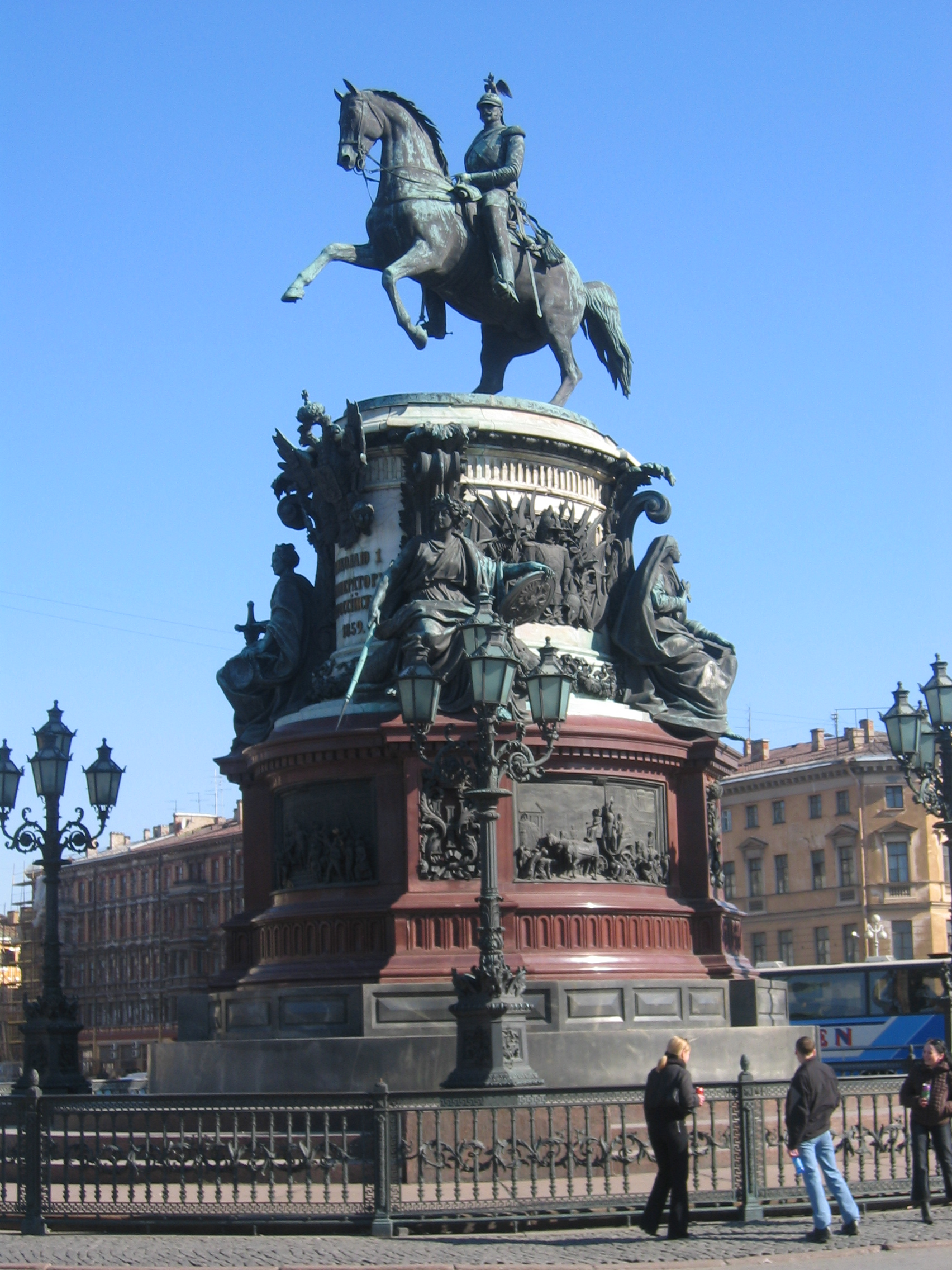
Ruiterstandbeeld van Nicolaas I

- Konservatorija im. N.V.Rimskogo-Korsakova
- Leningradski Zoopark
- Nieuw Holland
- Paleisplein
- Smolny-instituut
- Taurisch Paleis
- Lakhta Center

In de omgeving van St-Petersburg
- Gatsjina
- Lomonosov (Oranienbaum)
- Pavlovsk

## Onderwijs

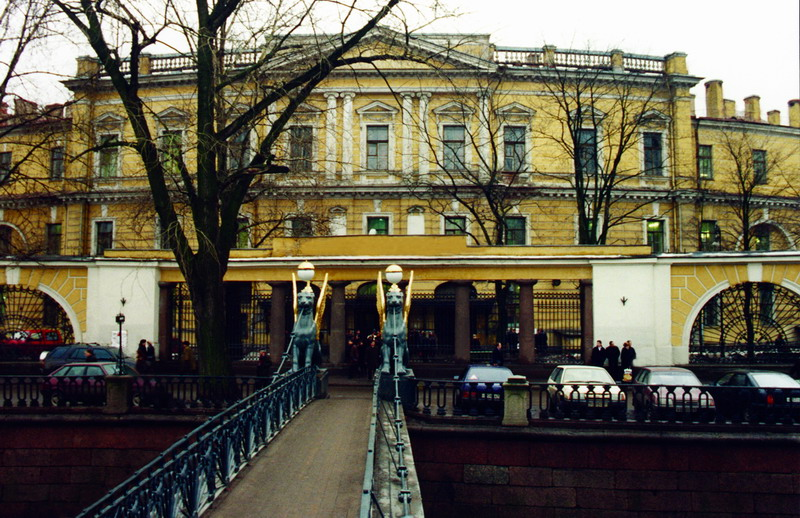
Universiteit van Economie en Financiën

Sint-Petersburg is het belangrijkste educatief en wetenschappelijk centrum van Rusland. In de stad bevinden zich meer dan 120 universiteiten en hogescholen. Bekend zijn o.a. de Staatsuniversiteit van Sint-Petersburg, Universiteit van Economie en Financiën en de Polytechnische Universiteit, de Russische Academie voor Beeldende Kunsten en het Conservatorium van Sint-Petersburg.
In de stad zijn ongeveer 600.000 mensen werkzaam in het onderwijs en wetenschap, onder wie ongeveer 340.000 studenten.
In Sint-Petersburg woonde en werkte een aantal Nobelprijswinnaars, onder wie de laatste Zhores Alferov, die de Nobelprijs voor de Natuurkunde ontving in 2000.

## Sport
De stad organiseerde deels de Olympische zomerspelen van 1980. Ook werden de Goodwill Games van 1994 hier georganiseerd.
In de hoogste afdeling van het Russisch voetbal, de Premjer-Liga, speelt FK Zenit Sint-Petersburg. De club speelt zijn thuiswedstrijden in het Nieuwe Zenitstadion (66.881 plaatsen). Het stadion is een van de duurste stadions aller tijden. In dit stadion werd gespeeld voor het WK Voetbal van 2018 en het EK Voetbal van 2020 (gespeeld in 2021). In 2017 werd er al voor de Confederations Cup gevoetbald. Duitsland won in Sint-Petersburg de finale van deze Cup.
Zenit Sint-Petersburg, destijds onder leiding van Dick Advocaat, speelde op 14 mei 2008 de UEFA Cup-finale tegen Glasgow Rangers in Manchester, en won die met 2-0.
IJshockeyclub SKA Sint-Petersburg speelt in de Kontinental Hockey League en won in 2015 en 2017 de Gagarin Cup. Sint-Petersburg was in 2000 en 2016 gastheer van het WK ijshockey.

## Stedenbanden
- Alexandrië (Egypte)
- Antwerpen (België), sinds 1958
- Bakoe (Azerbeidzjan)
- Barcelona (Spanje)
- Belgrado (Beograd) (Servië)
- Bordeaux (Frankrijk)
- Debrecen (Hongarije)
- Dresden (Duitsland), sinds 1961
- Jeddah (Saoedi-Arabië)
- Jerevan (Armenië)
- Gdańsk (Polen), sinds 1997
- Göteborg (Zweden)
- Hamburg (Duitsland), sinds 1953
- Isfahan (Iran), sinds 1999
- Istanboel (Turkije)
- Kaapstad (Zuid-Afrika)
- Khartoem (Soedan)
- Košice (Slowakije), sinds 1995
- Lansing (Verenigde Staten), sinds 1992
- Los Angeles (Verenigde Staten)
- Lviv (Oekraïne), sinds 2006
- Manchester (Verenigd Koninkrijk), sinds 1962
- Melbourne (Australië), sinds 1989
- Mumbai (India)
- Naypyidaw (Myanmar), sinds 2006
- Osaka (Japan), sinds 1979
- Oslo (Noorwegen)
- Parijs (Frankrijk), sinds 1997
- Plovdiv (Bulgarije), sinds 2001
- Porto Alegre (Brazilië)
- Quebec (Canada), sinds 2002
- Reykjavik (IJsland)
- Rishon LeZion (Israël)
- Rotterdam (Nederland), sinds 1984
- Saint Petersburg (Verenigde Staten)
- Shanghai (China), sinds 1988
- Sofia (Bulgarije), sinds 1973
- Turku (Finland), sinds 1953
- Warschau (Polen), sinds 1997
- Zagreb (Kroatië), sinds 1968
- Guadalajara (Jalisco) (Mexico (land)), sinds 2011[5]

## Afbeeldingen

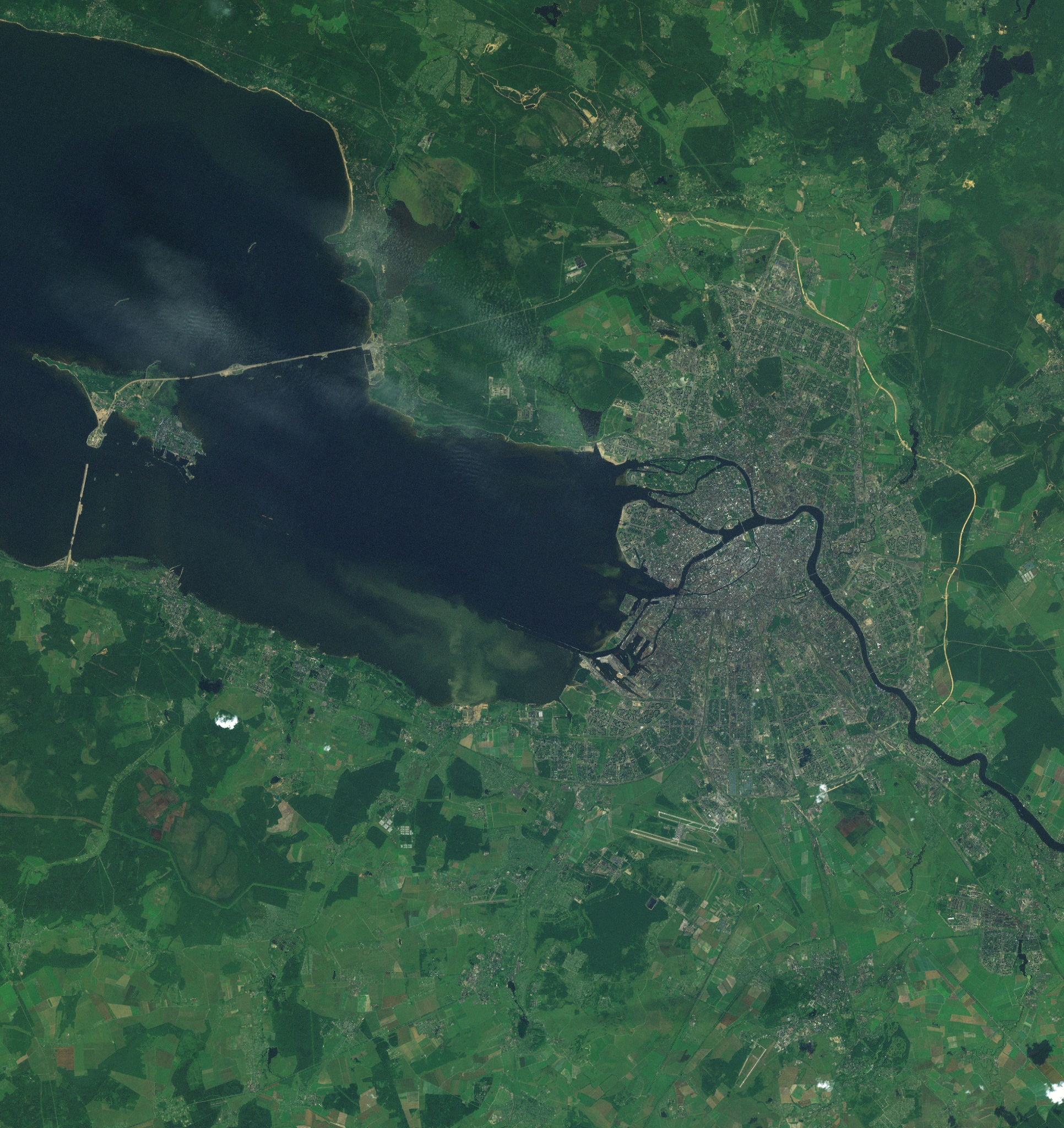
Satellietfoto Sint-Petersburg met ten westen van de stad de Nevabaai
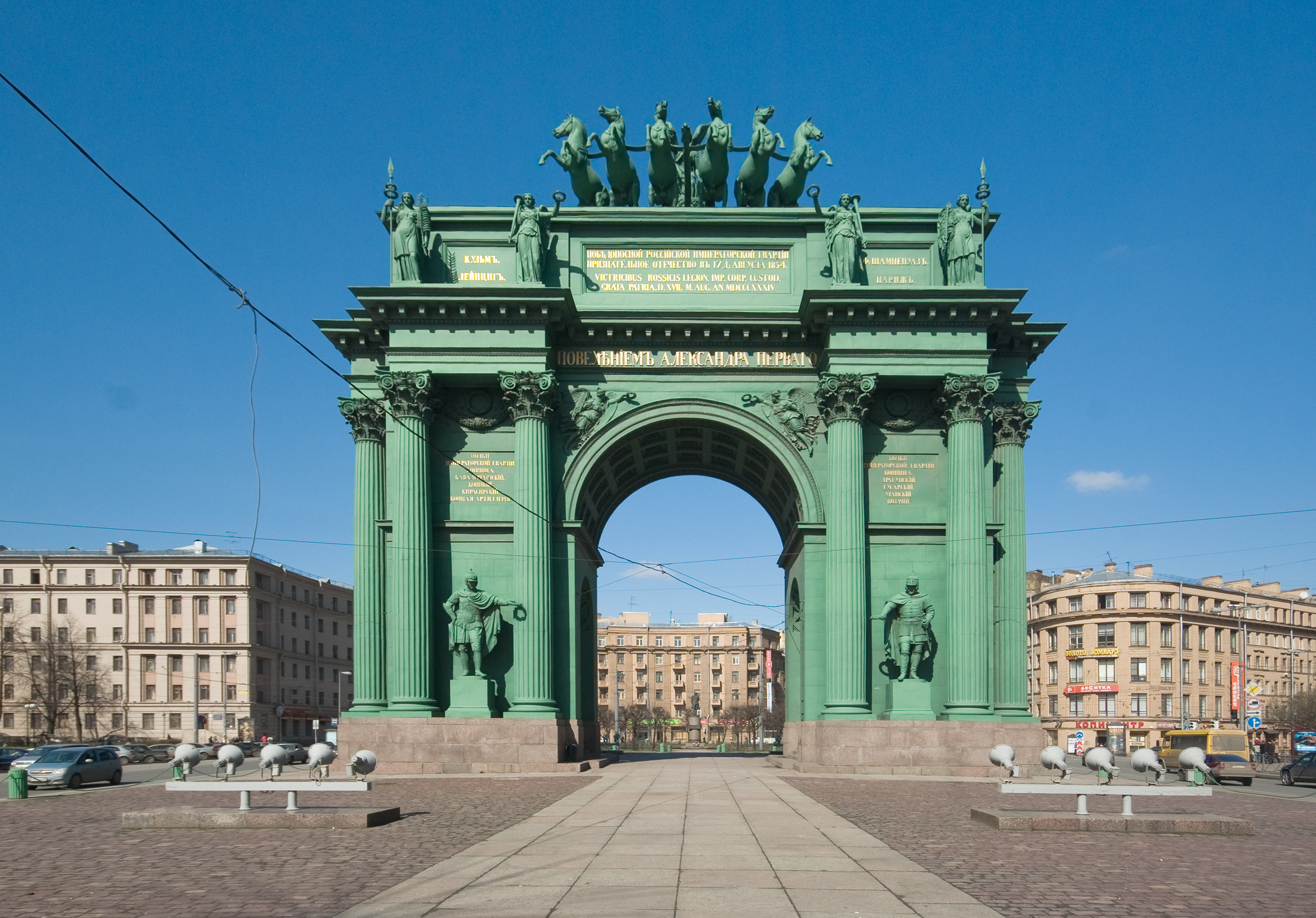
Narva-triomfboog
Het Gribojedovkanaal